# Pedro de Vera
Pedro de Vera (Jerez de la Frontera, c. 1430-Jerez de la Frontera, julio de 1505) fue un hidalgo y conquistador castellano que culminó la conquista de la isla de Gran Canaria en las islas Canarias para la Corona de Castilla y participó activamente en la guerra de Granada a finales del siglo XV.
Desempeñó numerosos e importantes cargos durante los reinados tanto de Enrique IV de Castilla como de los Reyes Católicos, siendo los principales los de alcaide de varias plazas andaluzas, así como los de regidor de su Jerez natal y gobernador de Gran Canaria.
A Pedro de Vera se le atribuye asimismo el ser el creador del primer concejo de realengo que se formó fuera de la península ibérica, y que serviría de base para los que se crearían en los territorios castellanos de ultramar.

## Trayectoria

### Primeros años
Pedro de Vera nació en la ciudad de Jerez de la Frontera entre 1425 y 1430, puesto que ya en 1454 ocupaba el cargo de escribano y jurado, con lo que debía haber cumplido en esa fecha ya los veinticinco años.

### Alcaidías en la Baja Andalucía

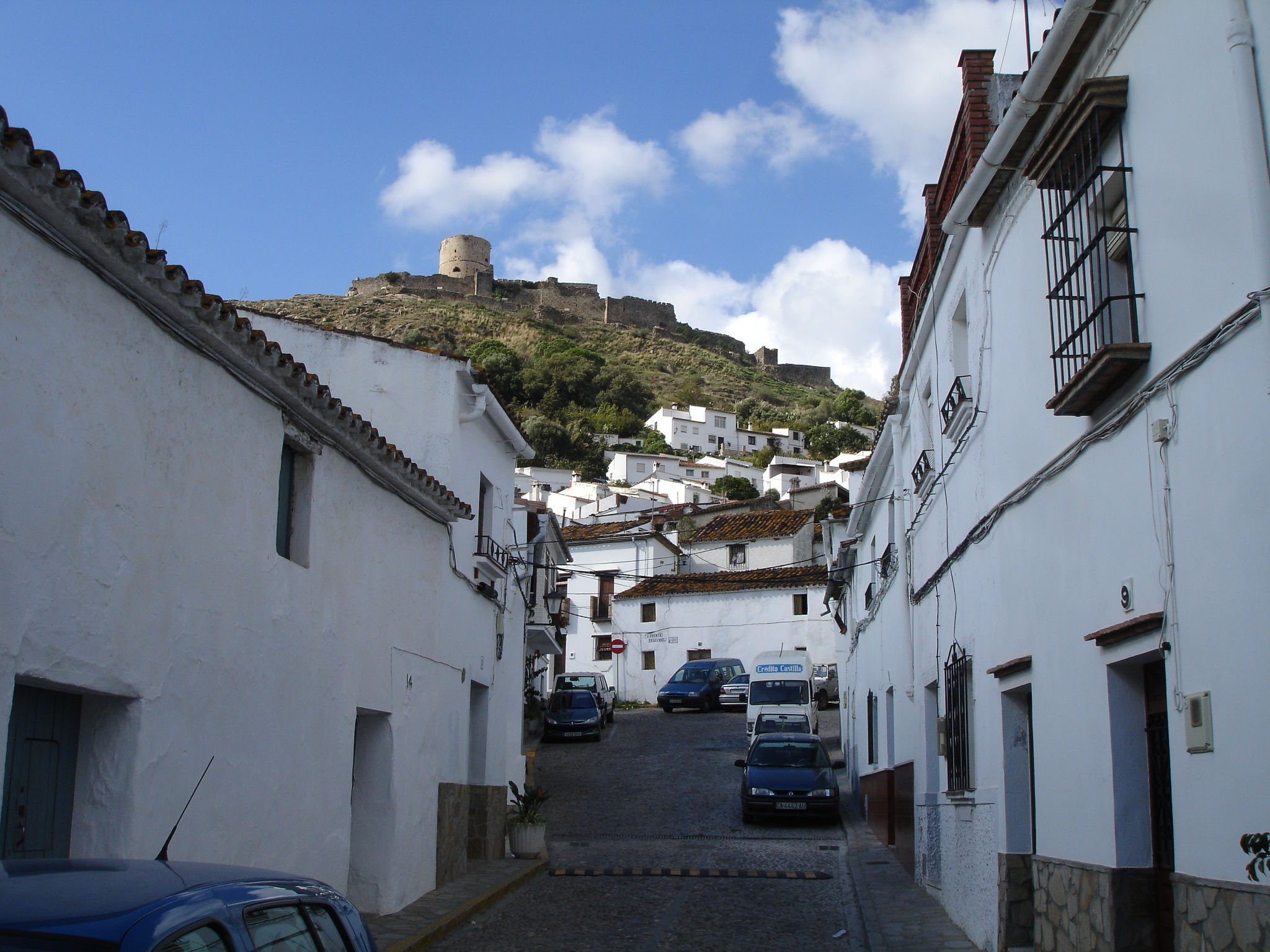
Villa y castillo de Jimena de la Frontera, del que Pedro de Vera fue alcaide entre 1464 y 1468.

Vera ocupó las alcaidías de varias plazas de la frontera granadina. En 1454 fue nombrado alcaide del castillo de Tempul en nombre de su suegra Juana Gutiérrez. En 1463 fue alcaide de Cádiz después de haber participado en la recuperación de Gibraltar para la Corona de Castilla en 1462. Desde aquí organizaba razias a Berbería.
A comienzos de 1464 el rey Enrique IV le entrega la alcaidía de Jimena de la Frontera, que había sido tomada en rebeldía por Esteban Villacreces, cuñado del señor de la villa Beltrán de la Cueva. En esta posición mantuvo Vera las paces que había con el reino de Granada, solventando los problemas fronterizos que se desarrollaban, y tuvo que sufrir los ataques e intrigas del II duque de Medina Sidonia que quería hacerse con el control de la villa aprovechando los conflictos sucesorios de la Corona de Castilla, ya que Vera se mantenía leal al rey Enrique IV. Finalmente, Vera rinde Jimena al duque con permiso del rey en 1468, acabando su período como alcaide de esta villa.
Una vez dejado su cargo de alcaide de Jimena, Vera se abanderó con la casa de Marchena con quienes estaba emparentado. En 1470 es nombrado alcaide de Arcos de la Frontera por el señor de la villa, Rodrigo Ponce de León y Núñez. Durante este mandato participa activamente en las luchas intestinas entre las casas de Marchena y Medina Sidonia, siendo segundo del marqués de Cádiz, realizando asimismo varias entradas en tierras musulmanas en misiones de castigo o toma de botín.

### Actuaciones en las islas Canarias
Conquista de Gran Canaria
El 4 de febrero de 1480 los Reyes Católicos nombran a Pedro de Vera gobernador de Gran Canaria, capitán de su conquista y alcaide de la torre del real de Las Palmas en sustitución de Pedro del Algaba, para intentar así darle un nuevo impulso a la conquista, eternizada por la resistencia aborigen y por las peleas entre los conquistadores. Poco después Vera entra en la sociedad económica constituida por el contador mayor Alonso de Quintanilla y el marino Pedro Hernández Cabrón para llevar a cabo la empresa.
La nueva armada partió del puerto de Santa María arribando a Gran Canaria el 18 de agosto. Vera entra en el real de Las Palmas y toma posesión de sus cargos como corregidor, gobernador, capitán general y alcalde de la isla. Una de sus primeras medidas fue la de arrestar al capitán Juan Rejón y enviarlo a la corte para que fuera juzgado por la ejecución del gobernador Algaba, sucedida poco antes de la llegada de Vera.

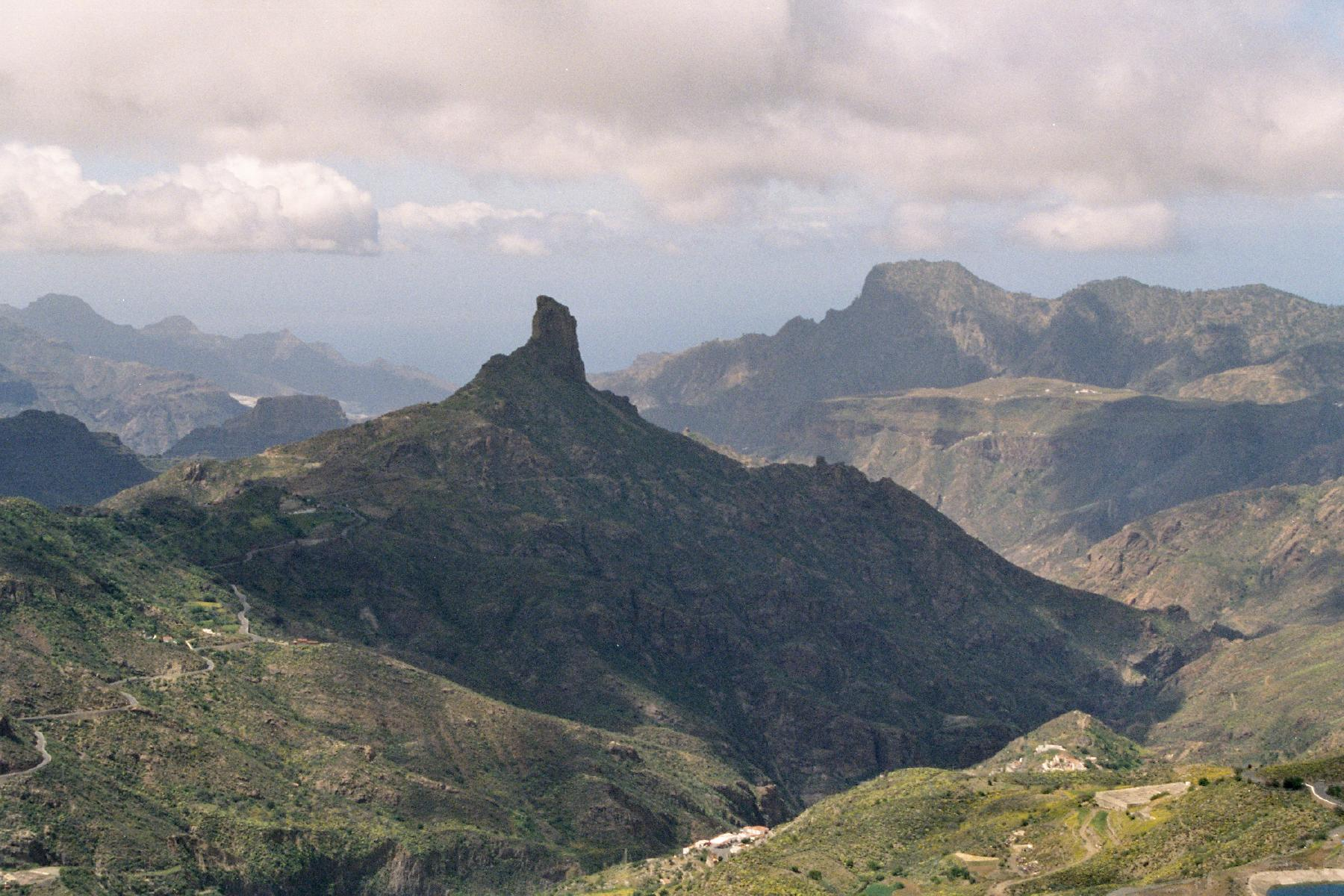
Roque Bentayga, lugar donde se refugian los canarios durante las campañas desarrolladas por Pedro de Vera.

En mayo de 1481 Vera acepta en el real la rendición de varios aborígenes principales y de un guanarteme o rey que es enviado a la península a prestar vasallaje a los reyes. Poco después Vera embarca a unos doscientos canarios que vivían en el real con el pretexto de enviarlos a la conquista de Tenerife, pero con la secreta intención de desterrarlos o venderlos como esclavos. Los canarios se amotinaron al no arribar a Tenerife, siendo abandonados en la isla de Lanzarote.
En el mes de agosto, y luego de recibir tropas de refresco desde la península, Vera se interna hacia el noroeste de la isla presentando batalla a los aborígenes en el territorio de Arucas. Durante este enfrentamiento muere el caudillo canario Doramas, tenido por el más aguerrido de los aborígenes, lo que posibilita que el camino del norte quede expedito. Vera envía entonces a Alonso Fernández de Lugo a construir una torre en el valle de Agaete para seguir presionando a los aborígenes.
En 1482 Alonso de Lugo y Hernán Peraza logran capturar al guanarteme de Gáldar Tenesor Semidán, quien después de ser bautizado colabora con Vera atrayéndose a numerosos de sus antiguos vasallos.
A comienzos de 1483 resuelve Vera iniciar las campañas definitivas. Las tropas conquistadoras se internan en la isla, sitiando a los canarios en el Roque Bentayga, Ajódar —donde son derrotados los conquistadores— y Ansite, donde se refugiaba la mayor parte de los insumisos en torno al nuevo guanarteme Bentejuí, la princesa Arminda y el faycan o sumo sacerdote de Telde. Finalmente, el 29 de abril de 1483 los canarios entregan a la princesa Arminda, verdadera heredera del reino de la isla, a Pedro de Vera después el suicidio de Bentejuí, dándose por concluida la conquista de la isla.
Fue gobernador de Gran Canaria desde el 4 de febrero de 1480 hasta el 30 de marzo de 1491, momento en que es cesado del cargo por los Reyes Católicos por no haber llevado a buen término la repoblación de la isla.
Intervenciones en La Gomera

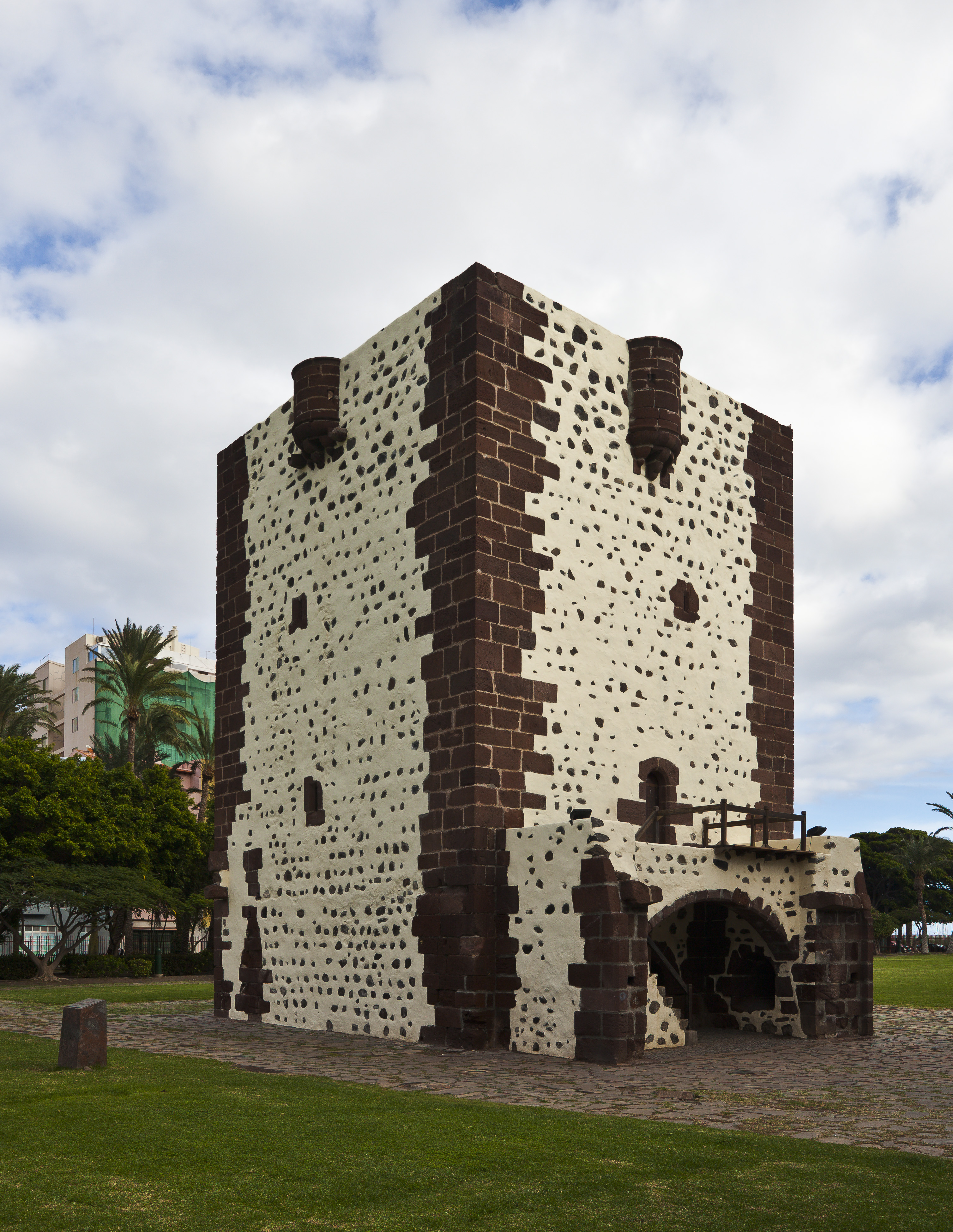
Torre del Conde, donde Pedro de Vera ajusticia a los gomeros rebeldes en 1489.

Pedro de Vera viaja a isla de La Gomera hacia 1484 o 1486 con cien hombres en auxilio de Hernán Peraza el Joven, señor de la isla, que había sido sitiado en su torre de San Sebastián por los gomeros. Los aborígenes son derrotados, siendo represaliados y vendidos como esclavos.
En 1488, durante la conocida como «rebelión de los gomeros» en la que los aborígenes asesinan a Hernán Peraza, Vera regresa a La Gomera en socorro de Beatriz de Bobadilla, viuda de Peraza. Desembarca con cuatrocientos hombres y rompe el sitio de la torre, huyendo los gomeros rebeldes a las cumbres de la isla. Como consecuencia del asesinato de Peraza a manos del Gomero Hautacuperche, Pedro de Vera manda ahorcar a los gomeros de los bandos de Ipalan y Mulagua directamente implicados en el asesinato de Peraza, y destierra y esclaviza a los hombres de los otros dos bandos de la isla —Orone y Agana—, atraídos con engaños a la villa, así como a las mujeres y niños de los cuatro bandos.
Tomás Arias Marín de Cubas escribe en su libro Historia de las siete islas de Canaria en 1687 lo siguiente: 

Confesada la muerte de su señor, Hernán Peraza, aunque los matadores fueron muy pocos, los condenados a muerte fueron todos los Gomeros de los dos terminos a bandos: Apala y Armigua, y a parte de los otros, sin perdonar la vida a ninguno de quince años arriba. Ejecutandose diversos generos de castigo, fueron muchos, lo primero ahorcados, muchos juntos, siempre empalados y puestos en los caminos y otros sitios, fueron llevados al mar con piedras a los pies dejándolos vivos. (…) Pedro de Vera envió a España con el aviso a vender las madres con sus hijos por esclavos para el costo y gasto de esta jornada.

La dura represión de Vera y la venta de gomeros cristianos como esclavos fue denunciada ante los reyes por el obispo de Canarias fray Miguel López de la Serna, iniciándose un proceso al gobernador de Gran Canaria que dio como resultado que Vera tuviera que pagar de su hacienda personal el precio de los gomeros injustamente vendidos.
Pedro de Vera y Tenerife
En 1484 los Reyes Católicos habían concedido a Vera la merced de reservarse para sí la mitad del quinto de esclavos, ganados y bienes que se hicieran en las razias de las islas de La Palma y Tenerife, aún insumisas, así como en Berbería. Vera organizará varias entradas en Tenerife entre 1484 y 1490.
Como gobernador de Gran Canaria, Vera ratificó las paces que con los bandos guanches de Abona, Adeje y Güímar había concertado con licencia real el franciscano fray Antón Cruzado en 1489 o 1490. Estas paces allanaron el camino de la conquista de Tenerife por el capitán andaluz Alonso Fernández de Lugo pocos años después.

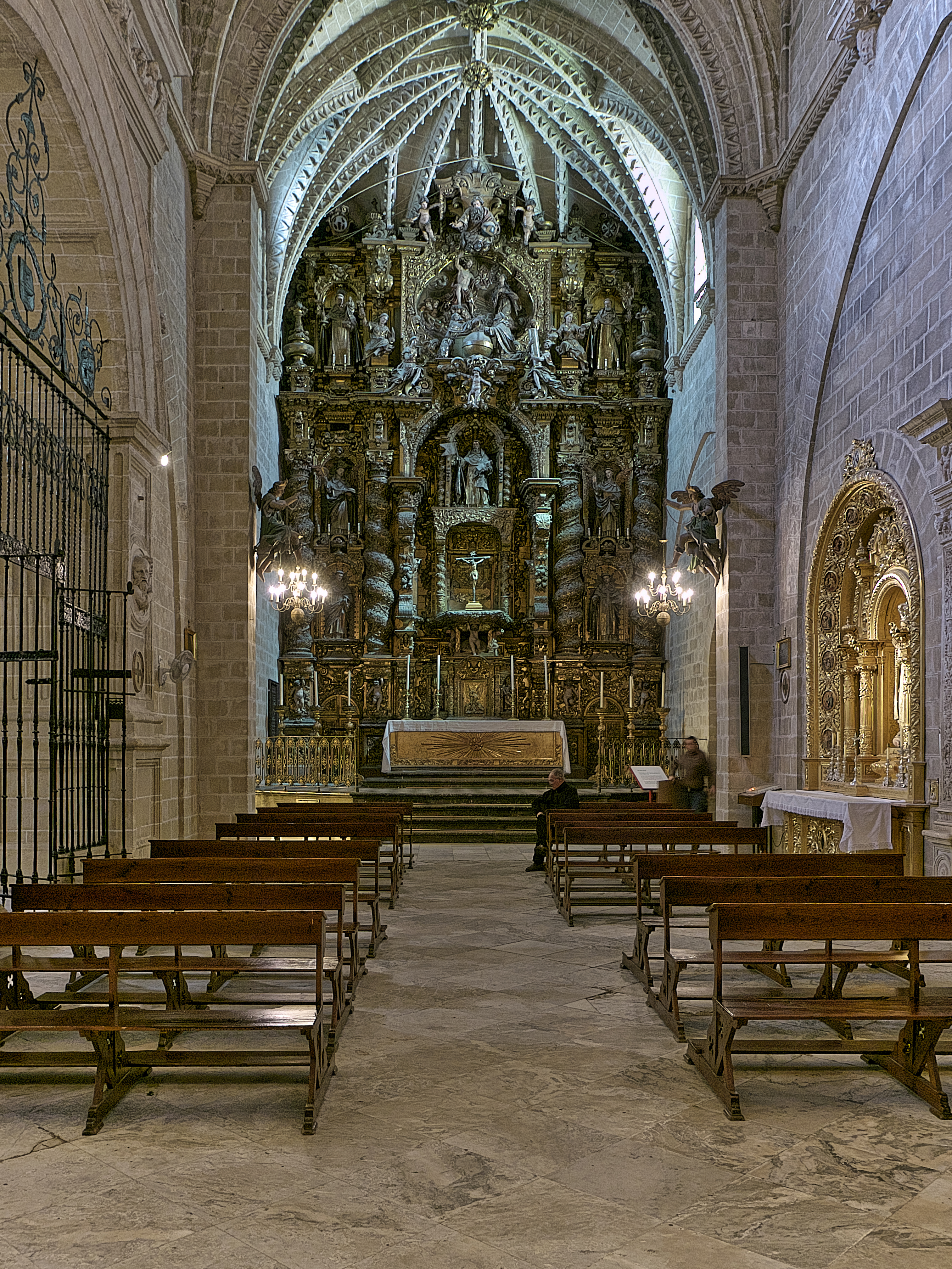
Capilla mayor de la iglesia del real convento de Santo Domingo en Jerez, donde fue enterrado Pedro de Vera.

### Guerra de Granada
Regresa de nuevo a Andalucía, donde lucha en las tropas reales en las campañas de 1486 y 1487. En la primera, el 7 de junio de dicho año se le dio el mando de una capitanía en el sitio de Íllora. El año siguiente continuó como capitán de guerra en los cercos de Vélez Málaga y Málaga, interviniendo decisivamente en la rendición de los habitantes de Mijas y Oznar.

## Últimos años y fallecimiento
Sus últimos años los vivió escaso de bienes y aquejado probablemente de parálisis de origen artrítico, aunque otros autores sugieren que sufría de lepra. Murió en el mes de julio de 1505 en Jerez, siendo enterrado en la capilla mayor de la iglesia de Santo Domingo de dicha ciudad.

## Familia
Su padre fue el jerezano Diego Gómez, escribano público, regidor, fiel ejecutor y alguacil mayor de Jerez, al que genealogistas posteriores apellidaron Gómez de Mendoza e hicieron nieto de Diego Hurtado de Mendoza, almirante de Castilla y II señor de Hita y Buitrago. Su esposa y madre de Pedro de Vera fue María de Vera de Vargas, de familia ilustre hija de García de Vera y de Aldonza de Vargas, y descendiente según los genealogistas de los primeros señores del castillo de la Puente de Cádiz. Sus hermanos fueron Martín Gómez de Vera, escribano público y alcaide del alcázar de Jerez, Elvira García, casada con Cristóbal López de Mendoza, y otra hermana casada con Antón Martínez Pocasangre a quien Cebrián Latasa denomina María de Vera.
Un primo de Pedro de Vera, Diego Fernández de Vera, había pasado a vivir a Fuerteventura hacia 1455 entre los pobladores llevados por Diego García de Herrera y su mujer Inés Peraza, señores de Canarias. Allí  fundó familia y su descendencia se avecindó más tarde en Tenerife.
A Pedro de Vera se le apodaba como el Izquierdo para diferenciarlo de otros parientes homónimos coetáneos, como su primo segundo el comendador de la orden de Santiago Pedro de Vera el Bermejo.

### Matrimonios y descendencia
Vera contrajo matrimonio con Beatriz de Hinojosa o de Camacho, jerezana de familia acomodada hija de Juana Gutiérrez y hermana de Pedro Camacho, veinticuatro de Jerez.
El matrimonio tuvo los siguientes hijos:
1. Diego Gómez de Vera, casado con Inés de Villavicencio, con sucesión. Fue veinticuatro de Jerez. Participó activamente en cabalgadas en tierras musulmanas, teniendo un papel destacado en el desastroso intento de conquistar Almanzor por los jerezanos en 1480, así como sirviendo a los Reyes Católicos en la guerra de Granada.[31]
2. Martín de Vera, casado con Elvira Gutiérrez, hija de Diego de Carmona, de ascendencia judeoconversa y cuya familia fue perseguida por la inquisición por herejes.[32] Fue regidor de Jerez y alcaide del castillo de Berroquejo por merced de Enrique IV de Castilla,[33] y más tarde alcaide de Medina Sidonia y del castillo de Tempul. Se avecindó en Gran Canaria, donde ocupó una posición relevante llegando a ser regidor del concejo de la isla.[34] Entre su descendencia se encuentra Antonio de Vera Mujica, teniente de gobernador de Santa Fe y gobernador del Tucumán y Paraguay.[35]
3. Francisco de Vera, casado con Teresa Cabeza de Vaca, hija de su madrastra Catalina de Zurita y de Pedro Fernández Cabeza de Vaca. Fueron padres, entre otros, de Álvar Núñez Cabeza de Vaca, explorador de Norteamérica y adelantado del Río de la Plata.[21][36]
4. Hernando o Fernando de Vera, casado con Beatriz de Fuentes, con sucesión. Fue veinticuatro de Jerez y conquistador de Gran Canaria en labores de aprovisionamiento. Hacia 1490 fue sentenciado a muerte por haber participado en la publicación de unas coplas satíricas contra el gobierno de los reyes y su corregidor de Jerez, teniendo que huir. Más tarde fue perdonado por intercesión de sus parientes con tal que fuese a servir a Melilla, donde murió.[37][38]
5. Rodrigo de Vera, casado con María o Mencía de Figueroa, con sucesión. Fue conquistador de Gran Canaria.
6. Jorge de Vera, religioso que fue canónigo y maestrescuela de la catedral de Canarias.[39][40]
7. Francisca de Hinojosa, casada con García Dávila "el de la Jura", ya viudo de Leonor Gutiérrez de Padilla,[41] única de la que obtuvo descendencia.[42]
8. Catalina de Vera, casada con Álvaro de Melgarejo, hijo del veinticuatro de Jerez Íñigo López de Carrizosa, con sucesión.[43]

Algunas fuentes indican la existencia de otro hijo del matrimonio llamado Pedro de Vera o Pedro Gómez, si bien el historiador Hipólito Sancho de Sopranis duda si se trataba de un hijo o un nieto, o incluso una confusión con otro homónimo contemporáneo.
Casó en segundas nupcias hacia 1488 con Catalina de Zurita, hija del maestresala de Juan II de Castilla y su embajador en Granada Diego Fernández de Zurita, y viuda del veinticuatro de Sevilla Pedro Fernández Cabeza de Vaca. De este matrimonio no hubo sucesión.